# Color Code-Biowanze/Saison 2013
Dieser Artikel listet Erfolge und Fahrer des Radsportteams Color Code-Biowanze in der Saison 2013 auf.

## Erfolge in der UCI Europe Tour
Bei den Rennen der UCI Europe Tour im Jahr 2013 gelangen dem Team nachstehende Erfolge.
| Datum    | Rennen                                       | Kat. | Sieger         |
| -------- | -------------------------------------------- | ---- | -------------- |
| 31. März | 3. Etappe Le Triptyque des Monts et Châteaux | 2.2  | Florent Mottet |
| 1. Mai   | Prolog Carpathian Couriers Race              | 2.2U | Boris Vallée   |
| 18. Mai  | Grand Prix Criquielion                       | 1.2  | Boris Vallée   |

## Abgänge – Zugänge
| Zugänge          | Team 2012                     | Abgänge          | Team 2013                      |
| ---------------- | ----------------------------- | ---------------- | ------------------------------ |
| Thomas Wertz     | Lotto-Pôle Continental Wallon | Julien Deschesne | T.Palm-Pôle Continental Wallon |
| Ludwig De Winter | Neoprofi                      | Maxime Anciaux   | Wallonie-Bruxelles             |
| Florent Delfosse | Neoprofi                      | Antoine Demoitié | Wallonie-Bruxelles             |
| Romain Hubert    | Neoprofi                      | Julien Stassen   | Wallonie-Bruxelles             |
| Florent Mottet   | Neoprofi                      | Loïc Vliegen     | BMC Development Team           |
| Ludovic Robeet   | Neoprofi                      | Jonathan Boverie | Unbekannt                      |
| Antoine Warnier  | Neoprofi                      | Pascal Hossay    | Unbekannt                      |

## Mannschaft
| Name                    | Geburtstag         | Nationalität |
| ----------------------- | ------------------ | ------------ |
| Ludwig De Winter        | 31. Dezember 1992  | Belgien      |
| Serge De Wortelaer      | 28. Oktober 1991   | Belgien      |
| Florent Delfosse        | 28. August 1993    | Belgien      |
| Arnaud Geronboux        | 8. April 1991      | Belgien      |
| Quentin Hoper           | 14. März 1993      | Belgien      |
| Romain Hubert           | 26. August 1994    | Belgien      |
| Jérôme Kerf             | 1. September 1993  | Belgien      |
| Antoine Leleu           | 20. September 1993 | Belgien      |
| Florent Mottet          | 16. Oktober 1991   | Belgien      |
| Loïc Pestiaux           | 13. November 1991  | Belgien      |
| Ludovic Robeet          | 22. Mai 1994       | Belgien      |
| Boris Vallée            | 3. Juni 1993       | Belgien      |
| Quentin Van Heuverswijn | 27. Juni 1992      | Belgien      |
| Antoine Warnier         | 24. Juni 1993      | Belgien      |
| Thomas Wertz            | 6. November 1992   | Belgien      |